# Nokia N85
El Nokia N85 es un teléfono Smartphone producido por la compañía finlandesa Nokia. Anunciado en agosto de 2008, y que fue lanzado al mercado en octubre del mismo año. Forma parte de la Serie N de Nokia. Funciona sobre Symbian OS v9.3, 3a generación (S60) Service pack 2, e incluye un teclado doble slider.
Entre las múltiples funciones del N85 se mezclan, por un lado, las de un teléfono y por otro, un amplio catálogo de funciones multimedia como cámara fotográfica y grabadora de alta resolución (5Mp), una pantalla AMOLED de 2.6 pulgadas, juegos interactivos, formas de comunicación tipo web, correo electrónico, navegación en pantalla, conectividad a redes Wi-Fi, mensajería de texto, además de un receptor de GPS integrado. Su ventaja principal radica en que para poder acceder a los satélites de posicionamiento, no se requiere de ningún hardware externo.

## Características
Características fisicas, energía y memoria
Tamaño:
- Formato: Tapa deslizante bidireccional
- Dimensiones: 103 x 50 x 16,0 mm
- Peso: 128 g
- Volumen: 76 cm³
- Tapa deslizante bidireccional con mecanismo de apoyo accionado por resorte

Pantalla y 3D:
- Tamaño: 2,6"
- Resolución: 320 x 240 píxeles (QVGA)
- Hasta 16,7 millones de colores
- Tecnología OLED matriz activa
- Control de brillo
- Sensor de orientación
- Sensor de luz ambiental

Teclas y método de entrada:
- Teclado numérico Teclas externas (teclas S60, Tecla multimedia, Teclas enviar/finalizar) Teclas de deslizamiento corto (control de media/zoom/juegos) Tecla Navi™
- Teclas dedicadas de media/zoom/juegos
- Teclas dedicadas de cámara y volumen Teclas externas
- Tecla multimedia
- Tecla Navi™
- Comandos de voz
- Iluminación inteligente de teclas

Conectores:
- Conector Micro-USB con suporte a clase de almacenamiento en masa, USB 2.0 de alta velocidad
- Conector AV 3,5 mm

Batería:
- Batería BL-5K Li-Ion de 1200 mAh
- Tiempo de conversación (máximo): - GSM 6,9 horas - WCDMA 4,5 horas - VoIP 6 horas
- Tiempo de navegación con paquete de datos (máximo): 5 h 42 min
- Tiempo de reproducción de video (máximo): 7 horas
- Tiempo de grabación de video (máximo): 2 h 54 min
- Tiempo para llamada de video (máximo): 2 h 42 min
- Tiempo de reproducción de música (máximo): 30 horas
- Tiempo de juego (máximo) 7 horas

Memoria:
- Slot para tarjeta de memoria microSD hot-swap de hasta 8 GiB
- 74 MB de memoria dinámica interna
- 78 MB de memoria flash NAND interna

### Comunicación y navegación
Frecuencia de operación:
- Quadri-banda EGSM 850/900/1800/1900
- Cambio automático entre bandas GSM
- Modo de vuelo

Transmisión de datos:
- CSD
- HSCSD, velocidad máxima de 43,2 kbit/s
- GPRS clase A, multislot clase 32, velocidad máxima 107/64,2 kbit/s (DL/UL)
- EDGE clase A, multislot clase 32, velocidad máxima 296/177,6 kbit/s (DL/UL)
- WCDMA 900/1900/2100, velocidad máxima PS 384/384 kbit/s (UL/DL)
- HSDPA, velocidad máxima de 3,6 Mbit/s (DL)
- WLAN 802,11b, 802,11g 
  - Seguridad de WLAN: WPA2-Enterprise, WPA2-Personal, WPA-Enterprise, WPA-Personal, WEP
  - Calidad de servicio WLAN: WMM, U-APSD
  - WLAN wizard
- Soporte para TCP/IP
- Capacidad para funcionar como módem de datos

Conectividad local y sincronización:
- Bluetooth versión 2.0 con velocidad de transmisión de datos mejorada.
- Perfiles Bluetooth:
  - Perfil Rede Dial Up (Gateway)
  - Perfil Object Push (Servidor y Cliente)
  - Perfil Transferencia de Archivo (Servidor)
  - Perfil Manos Libres (Audio Gateway)
  - Perfil Auricular (Audio Gateway)
  - Perfil de Imagen Básica (Image Push Responder e Initiator)
  - Perfil de Acceso Remoto SIM (Servidor)
  - Perfil de Identificación de Dispositivo
  - Perfil de Acceso a Agenda telefónica (Servidor)
  - Streaming de audio estéreo:
  - Perfil Genérico de distribución de Audio/Video
  - Perfil de Control Remoto Audio/Video (A/V Remote Control Target)
  - Perfil de distribución de audio avanzado (Fuente de audio)
- Soluciones modulares permiten la integración en infraestructura de PABX
- Certificado Digital Living Network Alliance
- Soporte UPnP
- Soporte para MTP (Protocolo de transferencia móvil)
- Salida de TV (PAL) con cable de conectividad de video Nokia (CA-75U, la inclusión puede variar de acuerdo con la configuración del paquete de ventas)
- Nokia XpressPrint
- Soporte para sincronización SyncML local y remota
- Marcación de nombre independiente del locutor (SIND)
- Altavoces estéreo integrados de manos libres
- Respuesta automática con auriculares o equipo para auto
- Atender con cualquier tecla
- Llamada en espera, espera de llamada, desvío de llamada
- Temporizador
- Registro de llamadas marcadas, recibidas y perdidas
- Remarcación automática
- Marcación rápida
- Marcación por voz
- Soporte para marcación de números fijos
- Alerta vibratorio (interno)
- Teclas laterales de volumen
- Activar/desactivar silencio
- Contactos con imágenes
- Tonos de timbre de voz
- Llamada en conferencia con hasta 6 participantes
- Llamada de video: hasta 640 x 480 píxeles (VGA), hasta 30 fps
- PTT
- VoIP

Mensajes
- SMS con soporte para SMS concatenados para mensajes largos
- Eliminación múltiple de SMS
- Lector de mensajes texto-para-voz
- MMS versión 1.2, mensajes de hasta 600 kb
- Redimensión automática de imágenes para MMS
- Buzón de entrada común para mensajes SMS y MMS
- Listas de distribución para mensajes
- "Soporte para Windows Live (exige la descarga de la aplicación Windows Live Messenger)"
- Difusión celular

E-mail
- Protocolos soportados: IMAP, POP3, SMTP
- Soporte para anexos de e-mail
- Soporte para e-mail con filtro
- Soporte para notificación de e-mail OMA
- Soporte IMAP IDLE
- Soporte para Nokia Intellisync Wireless Email
- Soporte para Nokia Mobile VPN

Navegación web
- Lenguajes de marcado soportadas: HTML, XHTML, MP, WML, CSS
- Protocolos soportados: HTTP v1.1, WAP
- Soporte para TCP/IP
  - Navegador Nokia con Mini Mapa
- Nokia Mobile Search

GPS y navegación
- GPS integrado y separado, A-GPS, y Cell based
- Aplicación Nokia Mapas 2.0

### Imagen y sonido
Fotografía
- Cámara de 5 megapíxeles (2584 x 1938 píxeles)
- Formatos de imagen: JPEG, Exif
- Sensor CMOS, sistema óptico Carl Zeiss, lentes Tessar™
- Zoom digital de 20x
- Foco automático con asistente de luz y tecla de captura de dos fases
- Distancia focal: 5,45 mm
- Escala del foco: 10 cm hasta infinito
- Distancia macro de foco 10-50 cm
- Dual led flash
- Modos de flash: activado, desactivado, automático, reducción de ojos rojos
- Alcance de operación del flash: 3 m
- Modos de balance de blancos: automático, soleado, nublado, incandescente, fluorescente
- Exposición automática centralmente equilibrada; compensación de exposición: +2 ~ -2EV a 0,33 paso
- Modos de captura: imagen, secuencia, temporizador automático, video
- Modos de escena: automática, definida por el usuario, primer plano, retrato, paisaje, deporte, nocturno
- Modos de tono de color: normal, sepia, blanco y negro, negativo, nítido
- Modos de sensibilidad a la luz: alta, media, baja, automática
- Visor de pantalla completa
- Barra de herramientas activa
- Tecla dedicada de cámara
- Cubierta deslizante para protección y activación de la cámara
- Orientación paisaje (horizontal)
- Editor de fotos en el aparato
- Impresión directa para impresoras de imagen compatibles
- Salida de TV (PAL/NTSC) con cable de conectividad de video Nokia (CA-75U incluida) o WLAN/UPnP
- Nokia XpressShare
- Nokia XpressTransfer
- Galería rotativa con soporte para tecla Navi™
- Show de diapositiva de la galería con efecto Ken Burns (zoom automático y panorámico) y altavoces estéreo con efecto de sonido 3D

Video
- Cámara principal
- Grabación de video en hasta 640 x 480 píxeles (VGA) y hasta 30 fps
- Zoom digital de hasta 8x para video
- Cámara frontal:
  - Grabación de video en hasta 352 x 288 píxeles (CIF) y hasta 15 fps
  - Zoom digital de hasta 2x para video
- Grabación de video en los formatos: .mp4, .3gp; códecs: H.263, H.264
- Formatos de grabación de audio: AMR, estéreo AAC
- Estabilización de imagen
- Modos de balance de blancos en video: automático, soleado, nublado, incandescente, fluorescente
- Modos de escena: automático, nocturno
- Modos de tono de color: Normal, Sepia, PB, Negativo, Nítido
- Tamaño del clip (máximo): 1 h 30 min
- RealPlayer
- Reproducción de video en los formatos: .mp4, .3gp; códecs: H.263, H.264
- Streaming de video: .mp4, .flv, .vmw
- Reproducción de video en modo paisaje
- Llamada de video: hasta 640 x 480 píxeles (VGA), hasta 30 fps
- Tonos de timbre de video (3 tonos integrados)
- Salida de TV (PAL/NTSC) con cable de conectividad de video Nokia (CA-75U incluido)
- Editor de video en el aparato
- Álbum/blog en línea: Carga de foto/video de la galería
- Galería rotativa con soporte para tecla Navi™
- Comparte video en tiempo real con otro aparato móvil compatible
- Soporte para compartir video (servicios de red WCDMA)

Música y reproducción de audio
- Reproductor de música Nokia Nseries - Listas de reproducción - Ecualizador - Selección por artista, álbum, compositor y género - Visualización de arte de capa - Skins
- Formatos de archivos para reproducción de música: .mp3, .wma, .aac, AAC+, eAAC+
- Streaming de audio UPnP streaming de música
- Teclas dedicadas de música
- Teclas dedicadas de volumen
- Radio FM 87.5-108 MHz con soporte RDS
- Trasmisor FM 88.1 - 108 MHz
- Soporte para Visual Radio
- Conector de auricular estéreo de 3,5 mm
- Nokia Music Player
- Nokia Music Manager
- soporte para Nokia Music Store
- soporte para Nokia Podcasting
- Tonos de timbre: mp3, aac, AAC+ tonos 64-polifónicos, AMR, WMA
- Altavoces estéreo con efecto de sonido 3D
- Altavoces estéreo integrados
- Sincroniza música con Windows Media Player
- Soporte para tecla Nav

Grabación de voz y audio
- Comandos de voz
- Grabador de voz
- Formatos de grabación de audio: AMR, AAC estéreo y WMP
- FR, EFR, WCDMA y GSM AMR
- Micrófono estéreo digital
- Texto-para-voz

Personalización: perfiles, temas, tonos de timbre
- Perfiles personalizables
- Tonos de timbre: mp3, aac, AAC+ tonos 64-polifónicos, AMR, WMA
- Tonos de timbre en video
- Temas:
  - Fondos de pantalla
  - protectores de pantalla
  - tonos de timbre
  - temas preinstalados
  - temas de colores variables

### Software
Plataforma de software e interfaz del usuario
- S60 3ª edición, Feature Pack 2
- Symbian OS versión 9.3
- Espera activa
- Comandos de voz
- FOTA (actualización de firmware over the air)
- Menú Multimedia
- Soporte para tecla Navi™
- Rotación automática de IU

Administración de informaciones personales (PIM): contactos, reloj, agenda, etc.
- Memoria dinámica
- Banco de datos avanzado de contactos: varios números y detalles de e-mail por contacto, contactos con imágenes
- Soporte para atribución de imágenes a los contactos
- Soporte para grupos de contactos
- Soporte para grupo restricto de usuarios
- Soporte para marcación de números fijos
- Reloj: analógico y digital, reloj mundial
- Alarma con tonos de timbre como sonido de alarma
- Recordatorios
- Calculadora
- Agenda con visualización de día, semana y mes, con capacidad de hasta 1500 entradas
- Convertidor
- Notas
- Notas de voz
- Notas activas
- Lista de tareas
- Administración de informaciones personales, Agenda, Contactos y Listas de tareas
- Información PIM visible durante la llamada

Aplicaciones
- Java™: CLDC 1.1, MIDP 2.1, PDA (JSR 75), Java APIs para Bluetooth (JSR 82), Media Móvil API 1.1 (JSR 135), Gráficos 3D Móviles API para J2ME 1.1 (JSR 184), Mensajes inalámbricos API 2.0 (JSR 205), Gráficos de vector 2D escalables API para J2ME (JSR 226), J2ME Web Especificaciones de servicios (JSR 172), Servicios de seguridad y confianza API para J2ME (JSR 177), Locación API para J2ME (JSR 179), SIP API para J2ME (JSR 180), Suplementos de Multimedia Avanzados (JSR 234), Nokia UI API
- Adobe Flash Lite 3.0
- Soporte para Windows Live (exige la descarga de la aplicación Windows Live Messenger)
- Navegador Nokia con Mini Mapa
- Quickoffice (Quickword, Quickpoint, Quicksheet)
- Adobe Reader
- ZIP Manager
- Nokia Mapas Nokia N-gage Nokia Fotos Nokia Download! Nokia Mobile Search

Juegos
- Aplicación N-Gage incluida
- Teclas dedicadas de juego
- Visualización de juegos en modo retrato y paisaje

- Datos: Q1651187
- Multimedia: Nokia N85 / Q1651187